# Charles Linois

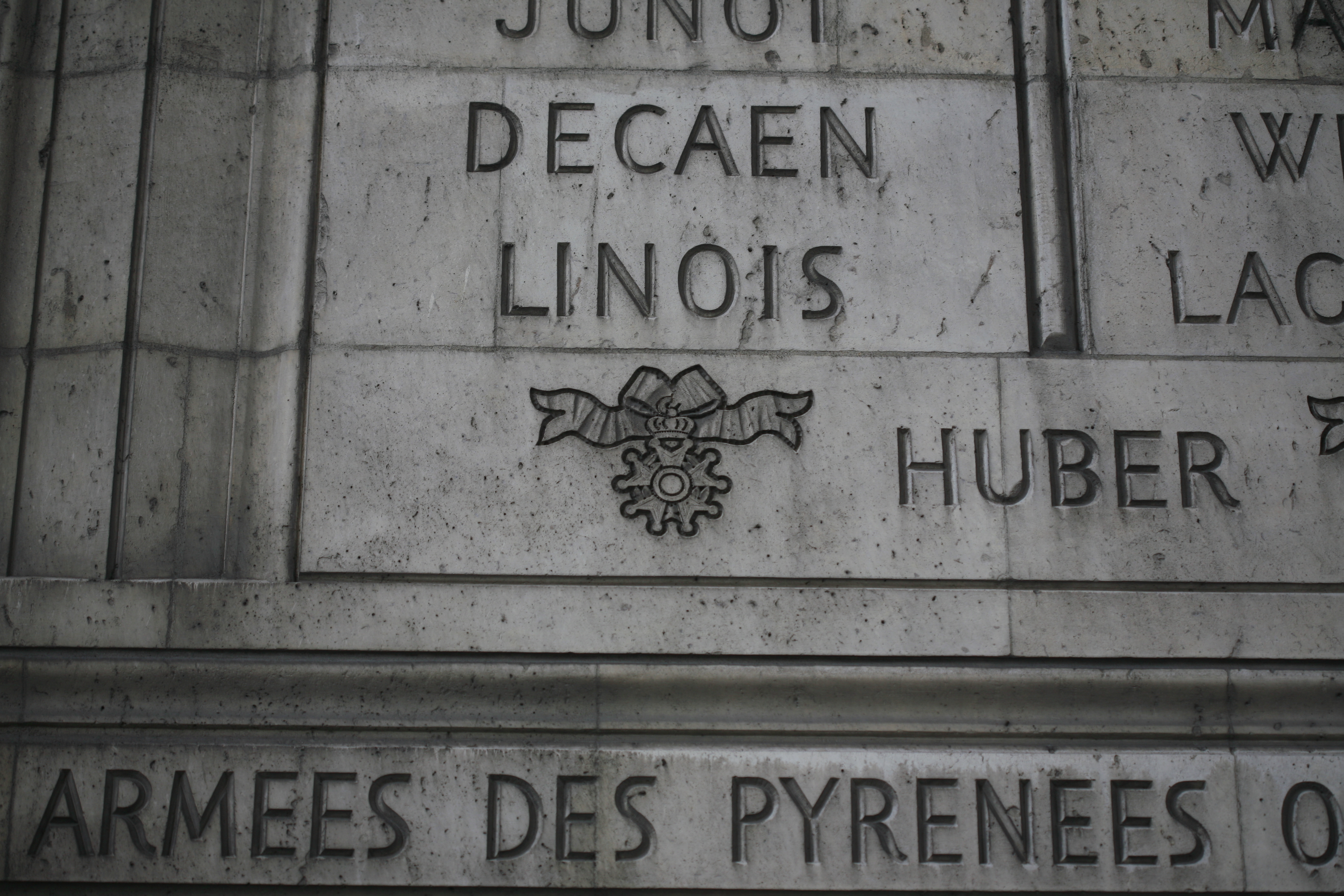
El nombre de Linois en el Arc de Triomphe.

Charles-Alexandre Léon Durand, Comte de Linois (27 de enero de 1761-2 de diciembre de 1848) fue un almirante francés con Napoleón Bonaparte. Estando al mando de un escuadrón formado por los navíos de línea Formidable, el Indomptable y el Desaix, más la fragata Muiron, venció a la flota británica al inicio de la Campaña de Algeciras en 1801.